# Scherk (Unternehmen)

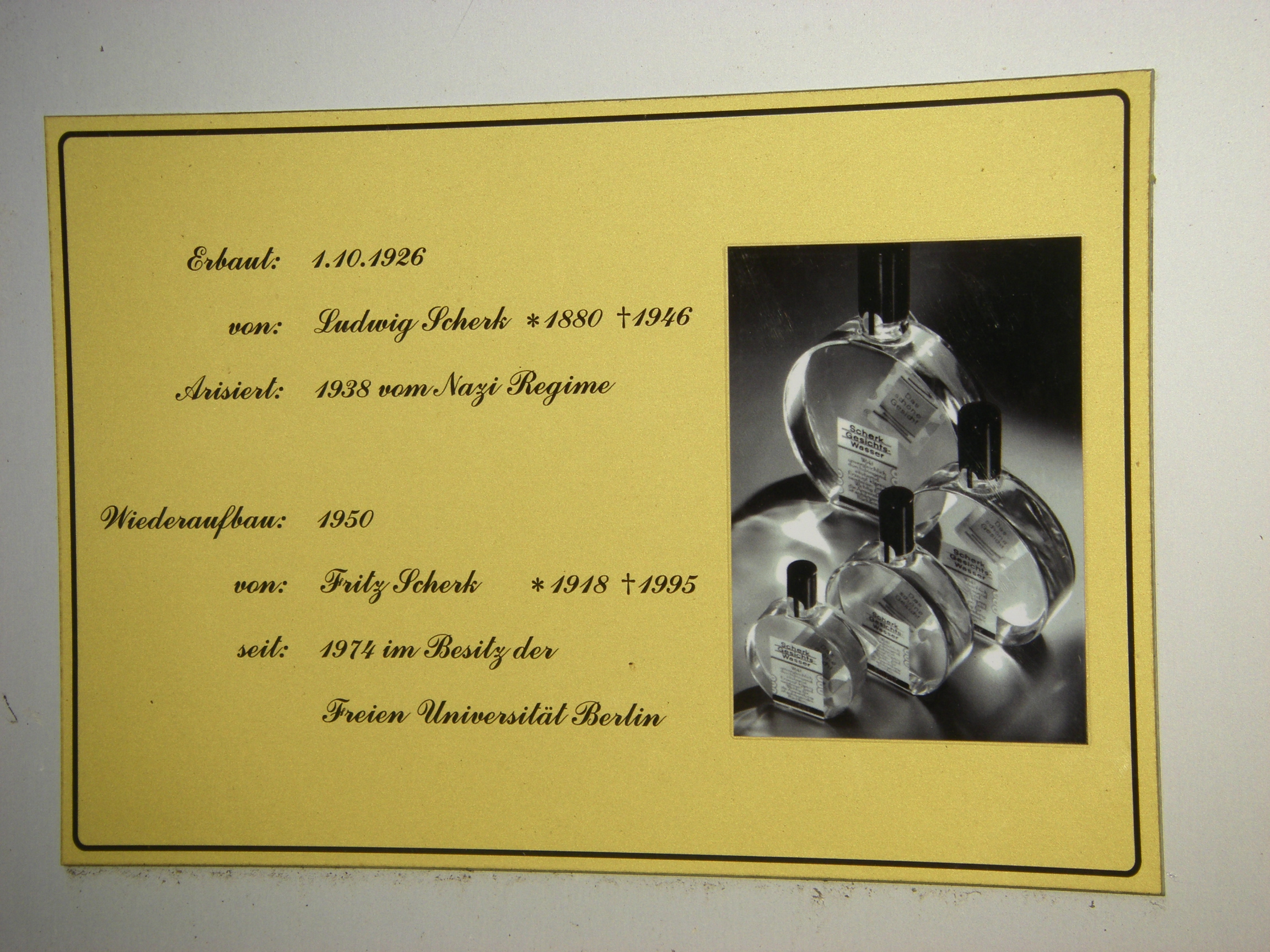
Informationstafel vor dem ehemaligen Fabrikgebäude (2011)

Scherk war ein Berliner Kosmetikunternehmen in Familienbesitz. Scherk-Produkte wurden bis in die 1980er Jahre verkauft.

## Gründung

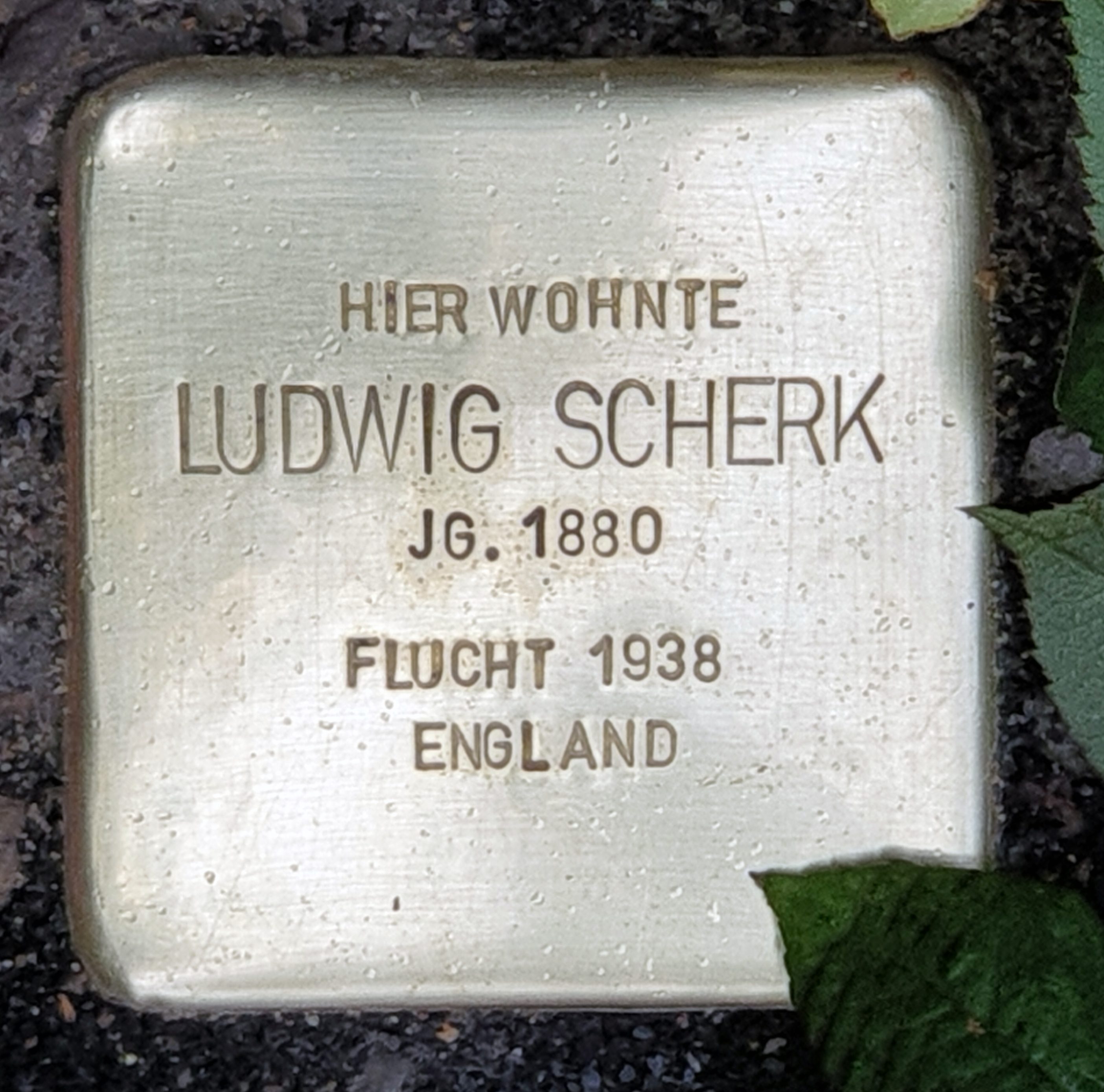
Stolperstein für Ludwig Scherk vor seinem Wohnhaus, Mozartstraße 10, in Berlin-Lankwitz

Ludwig Scherk war bei dem Kosmetikunternehmen Dr. M. Albersheim/Khasana in Frankfurt am Main tätig. 1906 zog er von dort nach Berlin, wo er in der Joachimstaler Straße ein Ladengeschäft für Drogerieartikel eröffnete. Er besaß die Alleinverkaufslizenz für Albersheim-Produkte in Berlin. 1911 heiratete er Alice Carsch, eine Nichte des Firmengründers.
Ab 1911 begann er mit einer eigenen Produktion und konzentrierte sich auf wenige, aber hochwertige Artikel, etwa die Mystikum-Reihe bestehend aus Parfüm und Puder und die Rauchverzehreressenz Platina. In den 1920er Jahren baute er ein kleines Netz von ausländischen Filialen auf; wichtig war vor allem die in den USA, wo er ab 1923 auch produzierte. Um 1920 erwarb Ludwig Scherk ein Grundstück in Berlin-Südende, Kelchstraße 31, auf dem 1925/26 ein Fabrikneubau nach einem Entwurf von Fritz Höger entstand. Es entstanden 53 Zweigniederlassungen weltweit. Allein in Berlin beschäftigte das Unternehmen über 400 Mitarbeiter.

## Arisierung
1938 wurde das Unternehmen im Zuge der Arisierung an die Schering AG, damals neben Nivea einer der größten Konkurrenten von Scherk, verkauft. Die Produkte behielten zunächst ihren Namen, da sich Schering mit der Begründung, dass sich das Verschwinden von Scherk als Markennamen geschäftsschädigend auswirken würde, einen Aufschub für die Entfernung jüdischer Namen im Geschäftstitel einholte. Der Auslieferungsbetrieb in Wien, Penzingerstr. 39, wurde Ende 1941 aus dem Handelsregister auf Empfehlung der nach dem Verkauf 1938 neugegründeten Scherk GmbH „von Amts wegen“ gelöscht. Ab 1942 wurde die Produktion unter dem Namen Tarsia weitergeführt. Im Juli 1942 wurde in der Fabrik in Südende ein Lager für ausländische Zwangsarbeiter errichtet, es wurde für die Osram produziert.

## Nach 1945

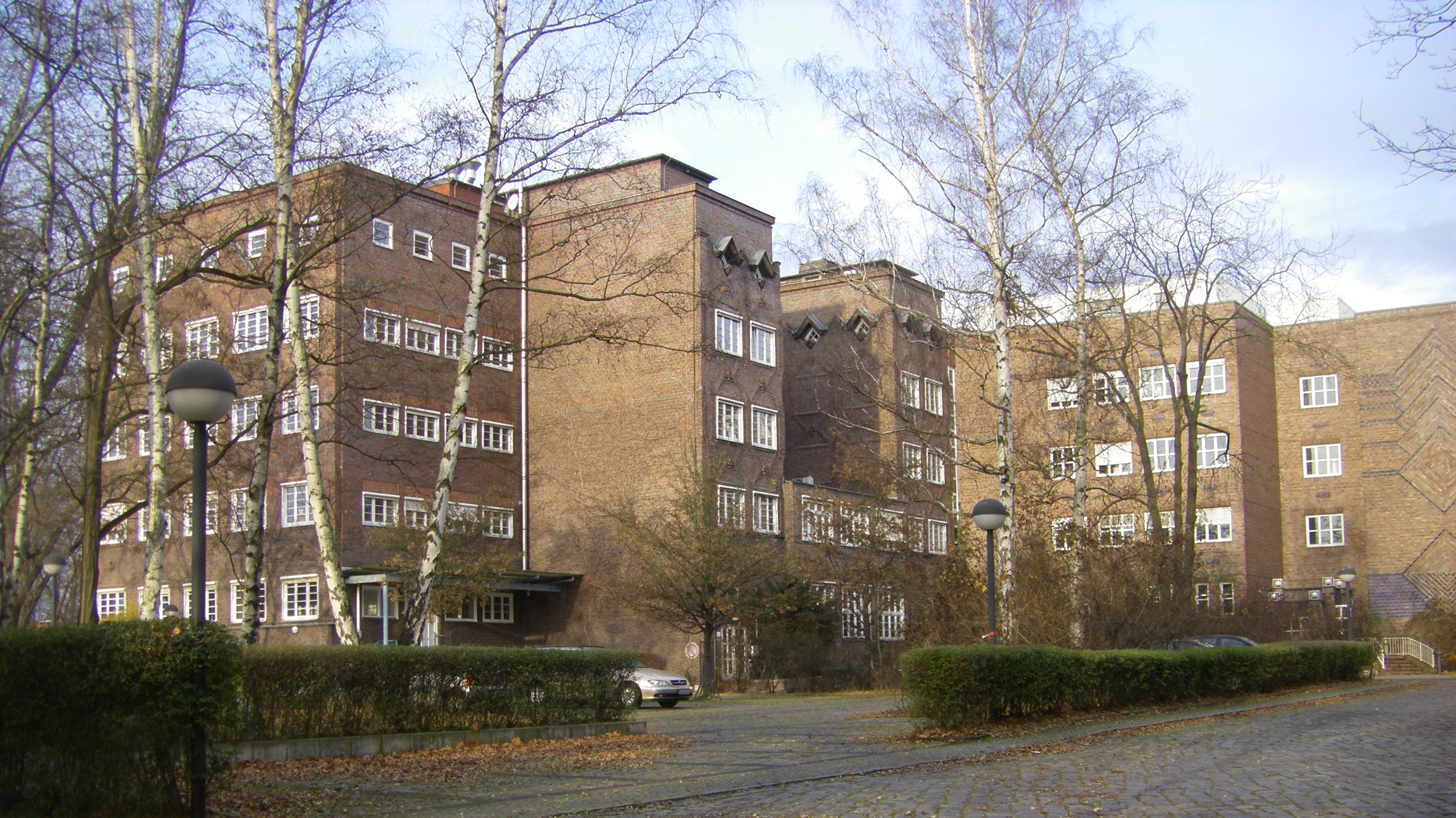
Ehemaliges Fabrikgebäude (heute Institut für Pharmazie, 2011)

Ludwig Scherk starb 1946 in London, wohin er vor der Judenverfolgung geflüchtet war, und hinterließ das Erbe seinem Sohn Fritz Scherk. Dieser beantragte im August 1949 von Israel aus Wiedergutmachung auf Grundlage der Rückerstattungsanordnung der Alliierten Kommandantur. Er kaufte das Unternehmen von Schering für annähernd den Gegenwert des Kaufpreises von 1938 zurück und kehrte Ende 1950 nach Deutschland zurück.
1951 wurde das Fabrikgebäude in der Kelchstraße in Berlin-Südende instand gesetzt und das Unternehmen wieder ins Handelsregister eingetragen. Die Produktion konzentrierte sich zunächst auf Gesichtswasser und Kompaktpuder im alten Scherkdesign. Später kamen andere Pflegekosmetikartikel hinzu, wie etwa Gesichtsmilch und Hautcremes.
Das Unternehmen wurde 1969 an den US-amerikanischen Konzern Alberto-Culver verkauft, der die Produktion nach Braunschweig verlegte. 1980 wurden die Markenrechte für Scherk-Produkte von Lingner & Fischer übernommen (heute GlaxoSmithKline) und 1982 verschwand Scherk aus dem Handelsregister.
Die zwischenzeitlich bei Unilever gehaltenen Markenrechte wurden 2017 von der Scherk GmbH erworben. 2019 gelang gemeinsam mit der Enkelin Irene Scherk (u. a. auch Stifterin des Jüdischen Museums) mit dem Markenklassiker TARS ein Neustart.

### Fritz Scherk
Fritz Scherk spielte zeitweilig im Kabarett Die Stachelschweine mit. Gelegentlich fanden auch Aufführungen dieses Ensembles im Fabrikgebäude in der Kelchstraße statt. Mit dem Geigenvirtuosen und Dirigenten Yehudi Menuhin verband Fritz Scherk innige Freundschaft.
In den sechziger Jahren baute Fritz Scherk einen Montessori-Kindergarten in der Elgersburger Straße 2 im damaligen Berlin-Schmargendorf. Ferner baute er den Montessori-Schulkreis in der Delbrückstraße im damaligen Berlin-Charlottenburg auf. Am 31. März 1995 verstarb Fritz Scherk in Jerusalem. Er war zu Besuch bei seiner Tochter Irene, die jetzt wieder in Steglitz lebt.

### Fabrikgebäude
Das ehemalige Fabrikgebäude wurde von der FU Berlin gemietet und 1974 gekauft. Es ist ein gelistetes Baudenkmal. Derzeit befindet sich dort das Institut für Pharmazie. Seit dem 26. September 2006 erinnert dort eine Gedenktafel an die durch das NS-Regime enteignete Unternehmerfamilie Scherk.

## Rezeption
- Der Heimatverein Steglitz zeigte Scherk in einer Ausstellung.[2]
- Das Jüdische Museum Berlin eröffnete im September 2010 eine Kabinett-Ausstellung über Scherk.[1]
- Devise Sauberkeit. Die Kosmetikfirmen Scherk und Dr. Albersheim, Ausstellung im Museum Judengasse in Frankfurt am Main, 2011 bis 2012.[8]